# Monument aux morts de la Légion étrangère
Le Monument aux morts de la Légion étrangère est un monument aux morts situé au musée de la Légion étrangère à Aubagne ; initialement construit à Sidi-bel-Abbès en 1931, il est reconstruit en 1963 à Aubagne.
Le monument rend hommage aux soldats morts de la Légion étrangère pendant les différentes campagnes dont la conquête de l'Algérie, les campagnes du Second Empire, les conquêtes coloniales entre 1885 et 1910, la Première Guerre mondiale. La voie sacrée devant le monument est le lieu traditionnel de la célébration de la bataille de Camerone.

## Histoire

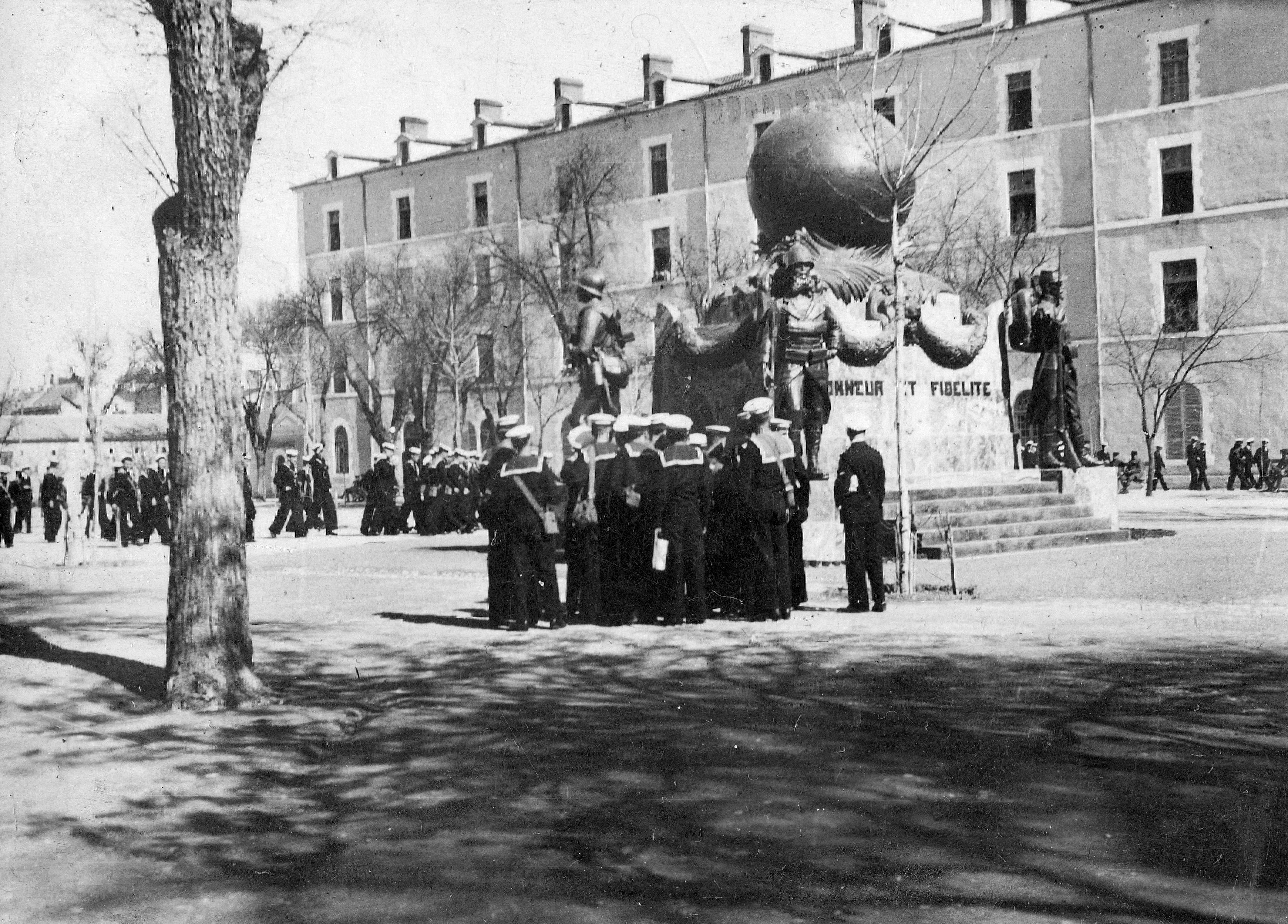
Le monument à Sidi-bel-Abbès en 1935

En 1927, le colonel Rollet, commandant du 1er Régiment étranger d'infanterie à Sidi-bel-Abbès, souhaite la réalisation d'un monument dédié à tous les soldats morts de la Légion étrangère pour célébrer le centenaire de la Légion créée en 1831. Sur ses indications, les esquisses sont réalisés par le peintre Maurice Mahut et la réalisation sera confiée au sculpteur Charles-Henri Pourquet.
Le monument prend la forme d'un cénotaphe rappelant les "kouba", petits mausolées arabes, entièrement paré de plaques d'onyx d'Algérie, orné de guirlandes et surmonté d'un globe terrestre sur lequel sont indiqués les lieux des campagnes de la Légion. Aux angles, les statues en bronze de quatre légionnaires montent la garde, incarnant chacune l'une des grandes périodes de l'histoire de la Légion : la conquête de l'Algérie, les campagnes du Second Empire, les conquêtes coloniales entre 1885 et 1910, la Première Guerre mondiale.
La construction est autorisée par le ministère de la Guerre sur la place d'armes du quartier Viénot de Sidi-bel-Abbès, ce dernier refusant de le financer ; ce sont les légionnaires qui participent en versant une journée de leur solde pendant quatre années. La première pierre est posée le 9 octobre 1930 et l'inauguration est fixé le 30 avril 1931, jour anniversaire du mythique combat de Camerone.
En octobre 1962, le 1er régiment quitte Sidi-bel-Abbès pour Aubagne, et les éléments sculptés y sont expédiés. Le monument y est remonté avant même que le chantier du quartier Viénot soit commencé. Il est de nouveau inauguré le 30 avril 1963, jour du centième anniversaire du combat de Camerone.
Le monument aux morts de la Légion étrangère, la voie sacrée qui le précède, la salle d'honneur et la crypte, situées sur le même axe dans le musée, avec les façades et les toitures du bâtiment qui les abrite, est inscrit aux monuments historiques par arrêté du 28 janvier 2019. Le monument et la voie sacrée sont classés en 29 juin 2020.